# Aleksiej Pogodin
Aleksiej Nikołajewicz Pogodin, ros. Алексей Николаевич Погодин (ur. 23 marca 1964 w Permie) – rosyjski hokeista, reprezentant Ukrainy. Trener hokejowy.

## Kariera klubowa
- Mołot-Prikamje Perm (1986-1988)
- Dinamo-Eniergija Jekaterynburg (1991-1992)
- Mołot-Prikamje Perm (1992-1993)
- Mietałłurg Magnitogorsk (1993-1996)
- Sibir Nowosybirsk (1996-1997)
- HC Vítkovice (1997)
- Mołot-Prikamje Perm (1997-1998)
- HK Lipieck (1998-1999)
- GEC Nordhorn (1999)
- Podhale Nowy Targ (1999-2000)
- ES Weißwasser (2000-2002)
- Lausitzer Füchse (2002-2003)

Wychowanek i wieletni zawodnik Mołotu-Prikamje Perm. W trakcie sezonu 1999/2000 trafił do ligi polskiej do klubu z Nowego Targu.
W barwach reprezentacji Ukrainy uczestniczył w turnieju mistrzostw świata w 1996.

## Kariera trenerska
W sezonie 2008/2009 pełnił funkcję szkoleniowca drużyny Mołot Perm w Pierwaja Liga, w sezonie 2011/2012 był jednym z trenerów zespołu Oktan Perm występującego w rozgrywkach MHL-B. Potem był asystentem trenera zespołu z Permu w rozgrywkach MHL: w sezonie MHL (2012/2013) w Oktanie, w edycji MHL (2013/2014) w MHK Mołot Perm. W sezonie 2014/2015 był asystentem w MHK Mołot Perm (MHL-B).

## Sukcesy
Klubowe
- Brązowy medal mistrzostw Rosji: 1995 z Mietałłurgiem Magnitogorsk
- Srebrny medal mistrzostw Polski: 2000 z Podhalem Nowy Targ